# Констант Гейсманс
Константінус "Стан" Каролюс Гейсманс (нід. Constantinus "Stan" Carolus Huysmans, 11 жовтня 1928, Антверпен — 16 травня 2016, там само) — бельгійський футболіст, що грав на позиції півзахисника за клуб «Беєрсхот», а також національну збірну Бельгії.

## Клубна кар'єра
У футболі дебютував 1946 року виступами за команду «Беєрсхот», кольори якої і захищав протягом усієї своєї кар'єри гравця, що тривала сімнадцять років. 

## Виступи за збірну
1953 року дебютував в офіційних матчах у складі національної збірної Бельгії. Протягом кар'єри у національній команді провів у її формі 22 матчі.
У складі збірної був учасником чемпіонату світу 1954 року у Швейцарії, де зіграв з Англією (4-4) та Італією (1-4).
Помер 16 травня 2016 року на 88-му році життя.